# Стоунхендж, Ейвбері та прилеглі археологічні об'єкти
Стоунхендж, Ейвбері та прилеглі археологічні об'єкти (англ. Stonehenge, Avebury and Associated Sites) — це офіційна спільна назва ряду об'єктів, включених до Світової спадщини ЮНЕСКО і розташованих  у Вілтширі, Англія. Ця назва стосується двох територій, розташованих на відстані майже 48 км одна від одної, а не конкретної пам'ятки. Території були включені до Списку світової спадщини 1986 року. Окремі великі та добре відомі пам'ятки, розташовані на територіях, перелічені нижче, але на територіях дуже щільно розташовані і різні невеликі археологічні пам'ятки, особливо з доісторичного періоду, — було ідентифіковано більше 700 археологічних рис. Визначено 180 окремих так званих «Scheduled Monuments» (каталогізованих пам'яток під охороною держави), до яких включено 415 предметів або рис.

## Стоунхендж та прилеглі археологічні об'єкти

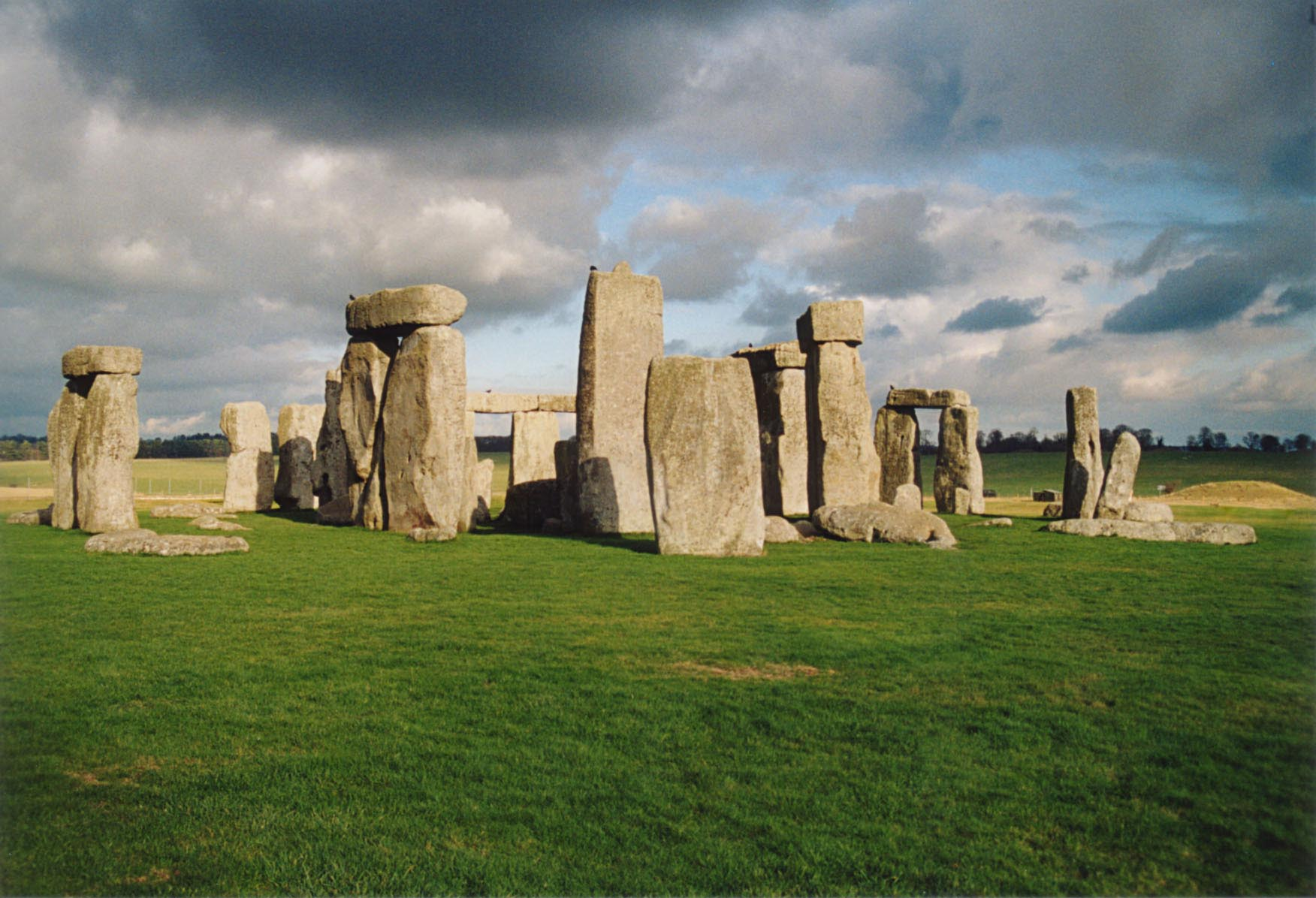
Стоунхендж

Ділянка Стоунхендж у визначенні Світової спадщини розташована у південному Вілтширі та займає 26 км², розташованих довкола доісторичного монументу Стоунхендж. Землями під ділянкою володіють «English Heritage», «National Trust», Міністерство оборони Великої Британії, Королівське товариство охорони птахів, Вілтширська рада та приватні особи та фермери.

### Монументи ділянки Стоунхенджу
- Стоунхендж
- Стоунхенджський пасаж
- Стоунхенджський курсус
- Менший курсус
- Дарінгтон-Волс
- Вудхендж
- Конібурі Гендж (англ. Coneybury Henge), гендж, що був повністю розораний[3]
- Вал Королівського кургану (англ. King Barrow Ridge)[4]
- Кургани Вінтербоун Сток
- Кургани Норментон-Даун, включно з курганом Буш
- Табір Веспасіана
- Коло Робін Гуда (англ. Robin Hood's Ball) (прилегла пам'ятка, розташована трохи на північ від ділянки, включеної до Світової спадщини)
- Гендж Західного Еймсбері, також відомий як Блухендж
- Ландшафт Стоунхенджу
- Новий гендж Стоунхенджу

## Ейвбері та прилеглі археологічні об'єкти

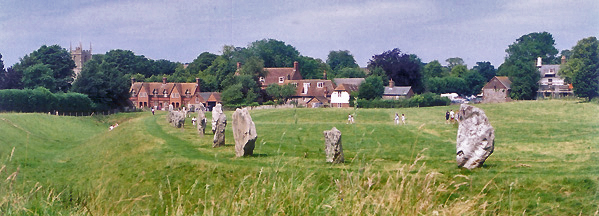
Ейвбері гендж та селище

Ділянка Ейвбері у визначенні Світової спадщини розташована у північному Вілтширі та займає 22,5 км² довкола доісторичного Ейвбері-генджу.

### Монументи ділянки Ейвбері
- Ейвбері гендж
- Кеннетська авеню
- Бекхемптонська авеню
- Довгий курган Вест-Кеннет
- Святилище
- Сілбері-Гілл
- Віндмілл-Гілл

## Музей та архівні колекції
Основними музеями для цих ділянок є музей Александра Кейлера, Музей Созбрі та Вілтширський музей у Дівайзісі.
Інші музеї, де можна побачити знахідки зі Стоунхенджу та Ейвбері, включають Британський музей, Національний музей Уельсу, Музей археології та антропології Кембриджського університету та Ашмолійський музей. До інших архівів належать Архів «English Heritage» у Свіндоні, Центр історії Вілтширу та Свіндону та Бодлеанська бібліотека.